# Транспорт в Бразилии
Транспортная инфраструктура в Бразилии характеризуется наличием сильных региональных различий и отсутствием развития национальной сети железных дорог. Быстро растущая экономика Бразилии и рост экспорта предъявляют особые требования к транспортным сетям. В настоящий момент многие новые инвестиции, которые должны решить некоторые из этих проблем, находятся в стадии разработки.

## Железные дороги
- Общая протяженность железных дорог: 28 538 км (2014)[4]
  - Широкая колея (1600 мм): 5822 км (498 км электрифицировано)
  - Узкая колея (1000 мм): 23 341,5 км (24 км электрифицировано)
  - Двойная колея (три рельса: 1000 мм и 1600 мм): 492 км
  - Европейская колея (1435 мм): 194 км
- В тропических лесах Амазонки используются европейская колея.
- 12 км колеи Эстрада-де-Ферро (762 мм) являются исторической железной дорогой.

### Города с метро

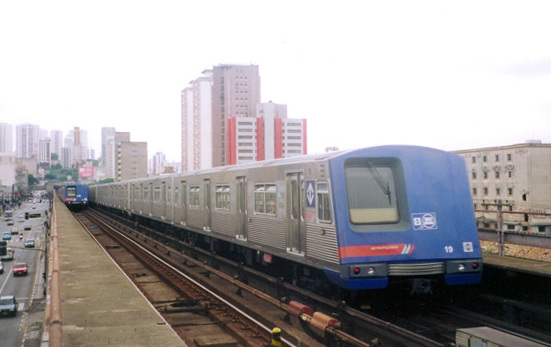
Метропоезд на Линии 1 Сан-Паулу"

В настоящее время метрополитен действует в 9 городах Бразилии.
- Белу-Оризонти
- Бразилиа
- Порту-Алегри
- Ресифи
- Рио-де-Жанейро
- Салвадор
- Сан-Паулу
- Терезина
- Форталеза

Ещё в 5 городах ведётся строительство или проектирование метро или современного ЛРТ: в Гоянии, Куритибе, Куябе, Масейо и Флорианополисе.

### Железнодорожная связь с соседними странами
Международное железнодорожное сообщение существует между Бразилией и Аргентиной, Боливией и Уругваем.

### Трамвай
В Бразилии на протяжении 19—20 веков существовало более ста трамвайных систем, однако в настоящее время сохранились только некоторые из них: в Белене, Кампинасе, Рио-де-Жанейро и Сантусе.

### Высокоскоростные железные дороги
В настоящее время высокоскоростное железнодорожное соединение между Сан-Паулу и Рио-де-Жанейро находится в стадии разработки. Ожидается, что эта дорога не сможет начать функционировать к Чемпионату мира по футболу 2014 года.

## Автомобильный транспорт

### Автодороги
В Бразилии проложено 1 580 964 км дорог (2010), из них 212 798 км имеют асфальтовое покрытие, а 1 368 166 км — грунтовое. Это означает, что только 13,5 % дорог имеет твердое покрытие, а 86,5 % являются грунтовыми. Наиболее важная магистраль страны BR-101 пересекает 12 штатов.
На 1000 человек приходится 140 автомобилей, что является низким уровнем. Однако по сравнению со своими коллегами из БРИКС Индией и Китаем Бразилия имеет более высокий показатель.
Автомобильные номера имеют единый стандарт, хотя выдают их штаты.

## Водный транспорт

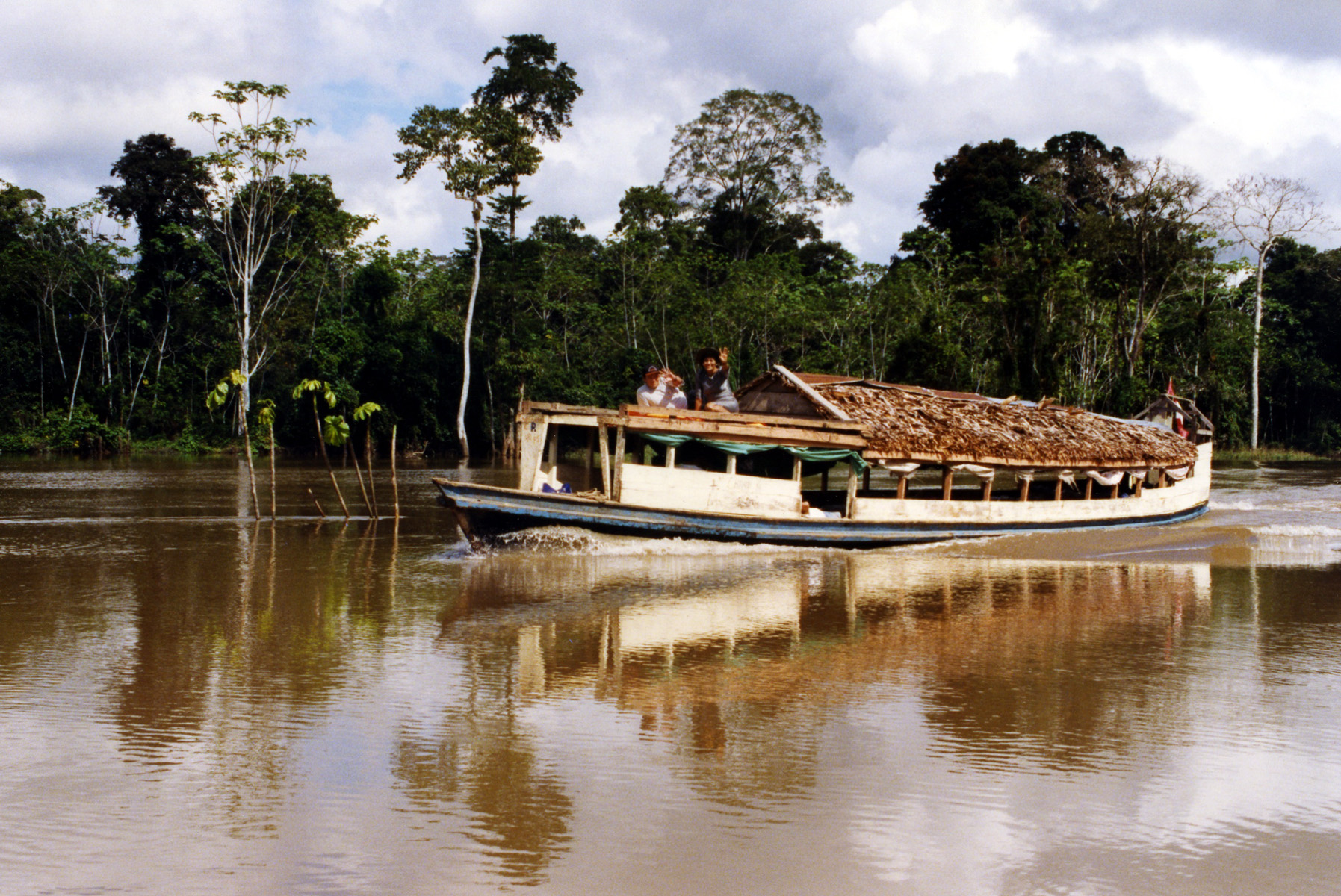
Речное такси на Амазонке

Морской транспорт традиционно был очень важным в Бразилии, хотя в настоящее время также используется почти исключительно для перевозок грузов. Почти все крупные города вдоль бразильского побережья являются также важными торговыми портами. Также важный речной транспорт, особенно в Амазонии, где он является основным транспортным средством. Всего Бразилия имеет около 50 тыс. км водных путей.

### Морские порты и гавани
В настоящее время в 15-ти городах Бразилии построены морские порты: Форталеза, Порту-Алегри, Ильеус, Имбитуба, Паранагуа, Ресифи, Рио-де-Жанейро, Риу-Гранди, Салвадор, Сантус, Сан-Франсиску-ду-Сул, Сан-Себастьян, Витория, Итажаи и Натал.
Еще в двух городах построены крупные речные порты на реке Амазонка: Белен и Манаус

### Торговый флот
Торговый флот Бразилии состоит из 136 судов (1000 регистровых тонн или более). Из них:
- балкеров — 19 судов
- грузовых судов — 23 судна
- химовозов — 7 судов
- контейнеровозов — 11 судов
- газовозов — 12 судов
- многофункциональных судов — 1 судно
- пассажирских судов — 12 судов
- нефтяных танкеров — 45 судов
- ролкеров — 7 судов

## Трубопроводы
В Бразилии развита сеть трубопроводов, протяжённость которых составляет 27 468 км. (2013):
- Газовый конденсат — 251 км.
- Природный газ — 17312 км.
- Сжиженный нефтяной газ — 352 км.
- Нефть — 4831 км.
- Нефтепродукты — 4722 км.

## Авиатранспорт
Авиационный транспорт сейчас быстро развивается. Лидерами перевозок в Бразилии являются компании Gol Transportes Aéreos и TAM Airlines. В Бразилии действует 4093 аэропорта (2013 год), однако почти все международные рейсы идут до международных аэропортов Сан-Паулу/Гуарульос в Сан-Паулу и Рио-де-Жанейро/Галеан в Рио-де-Жанейро. С последнего времени несколько рейсов идут до аэропортов городов Бразилиа и Форталеза.

### Национальные авиакомпании

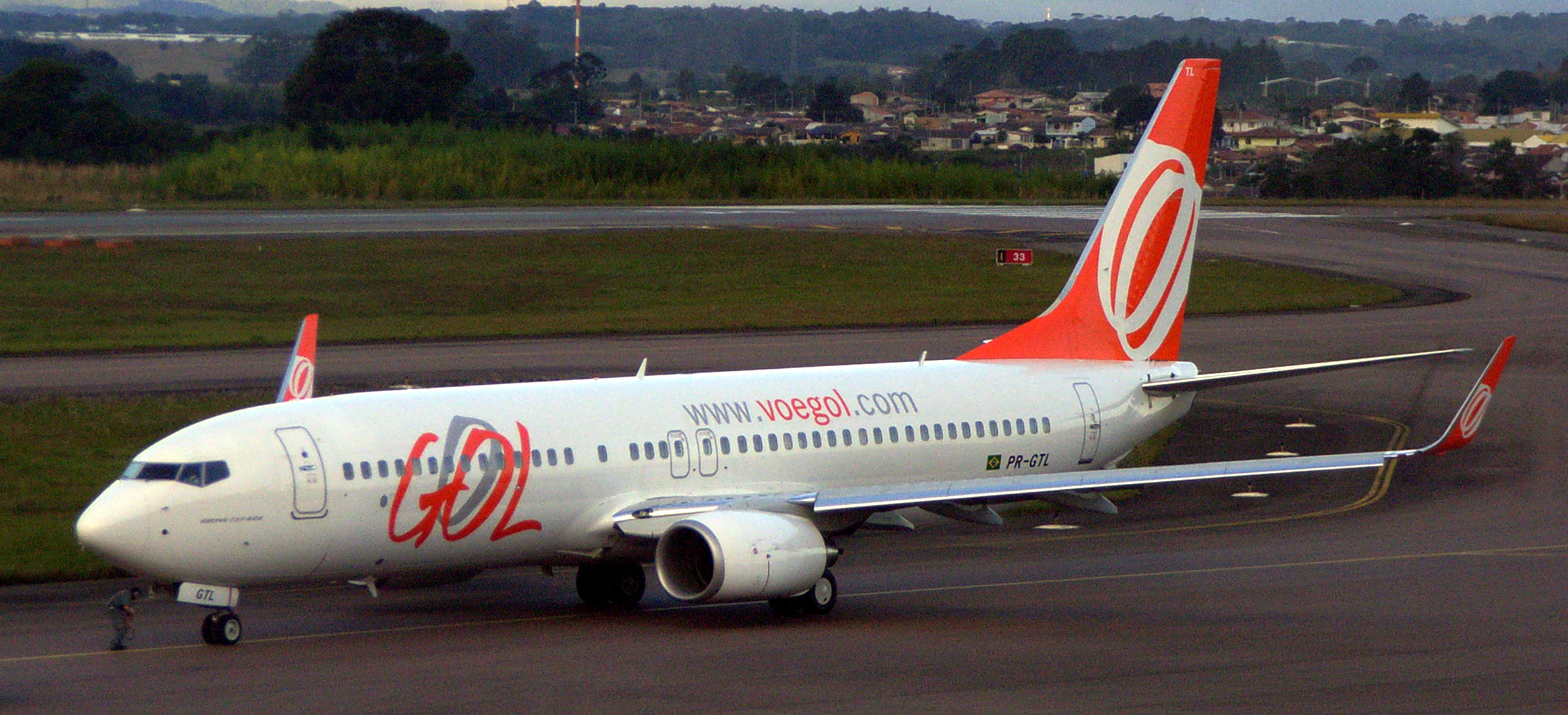
Boeing 737—800 VRG Linhas Aéreas в ливрее «Gol»

- Abaeté Linhas Aéreas
- Avianca Brazil
- Azul Brazilian Airlines
- Gol Transportes Aéreos
- Noar Linhas Aéreas
- Pantanal Linhas Aéreas
- Passaredo Linhas Aéreas
- Puma Air
- SETE Linhas Aéreas
- Sol Linhas Aéreas
- TAM Airlines
- Total Linhas Aéreas
- VARIG
- Webjet

### Вертолеты
В 2013 году в Бразилии располагались 13 вертолетных площадок.